# ۵۲۹ (میلادی)
۵۲۹ (میلادی) پانصد و بیست و نهمین سال تقویم میلادی است.

## درگذشتگان
‎